# أوجولينو دي نيريو

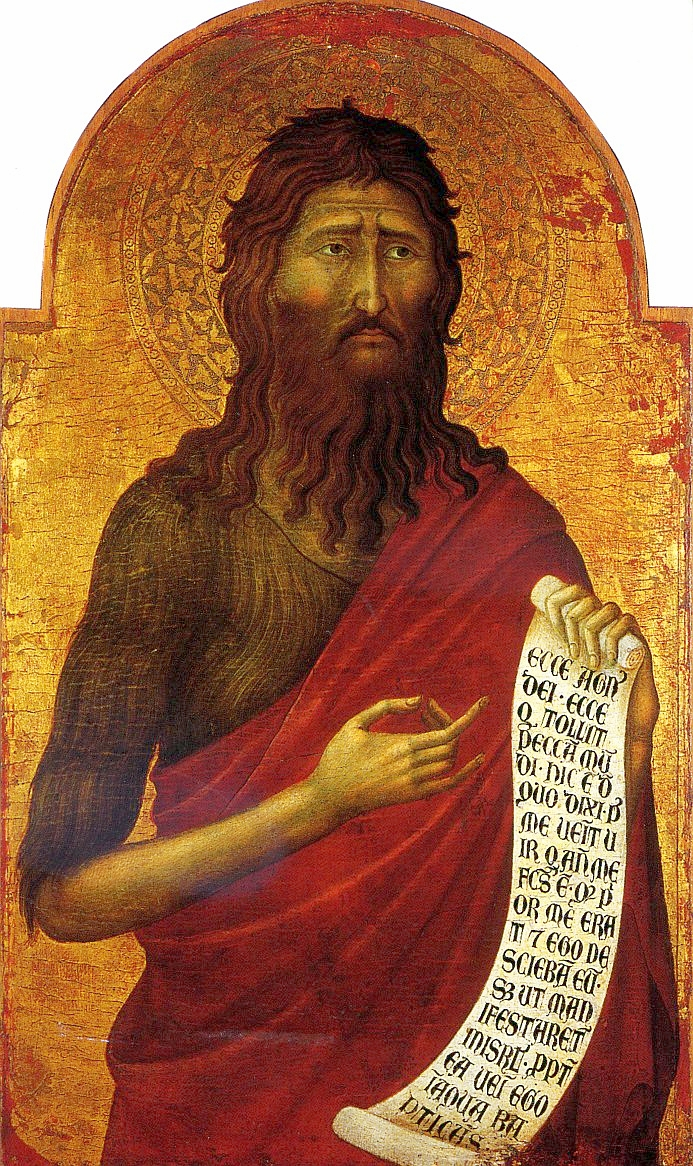
القديس يوحنا المعمدان ، المتحف الوطني في بوزنان، بولندا

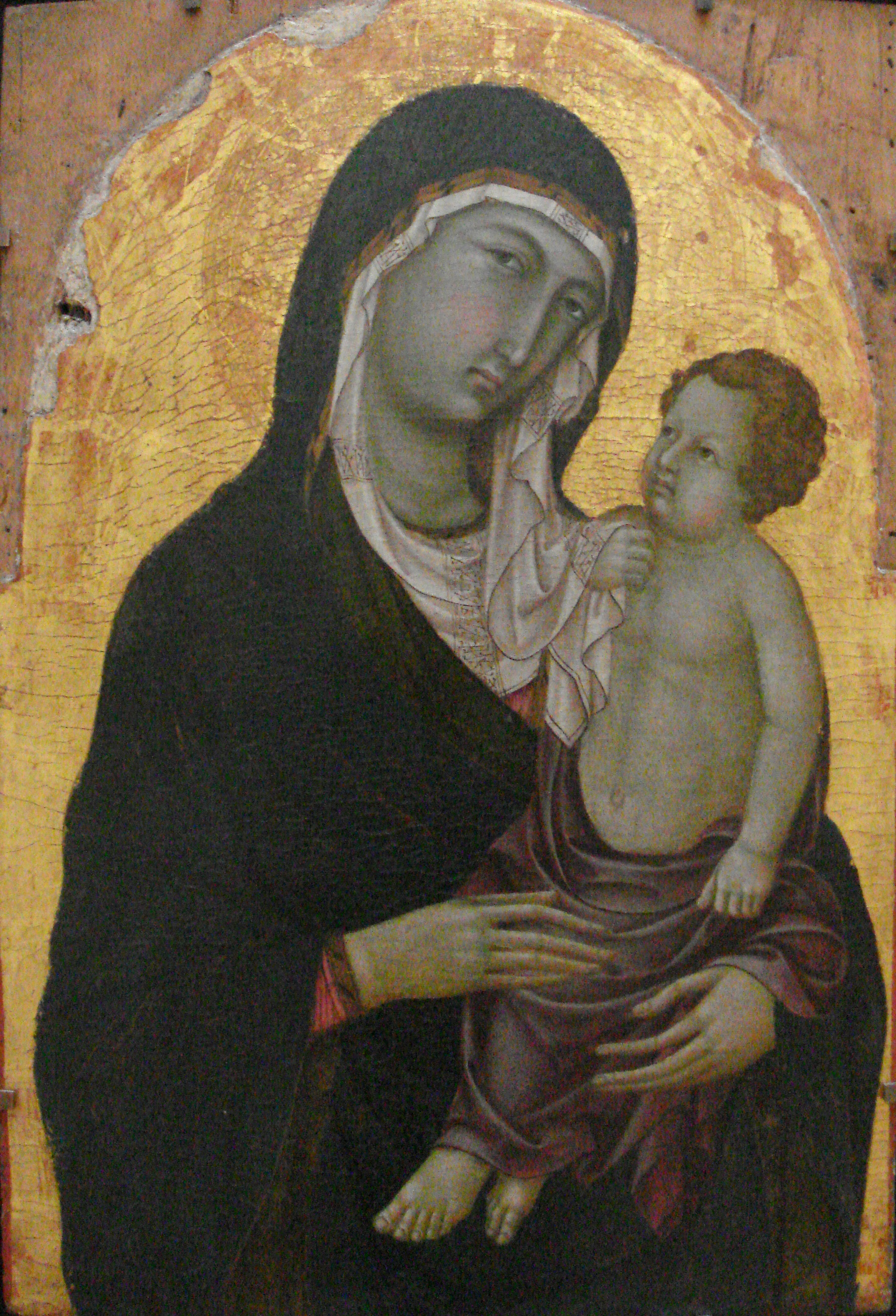
العذراء والطفل ، 1315-1320، سيين. لاحظ النقوش الكوفية الزائفة على حجاب العذراء.

كان أوغولينو دي نيريو 1280 - 1349كانرسامًا إيطاليًا نشطًا في مدينته الأصلية سيينا وفي فلورنسا بين عامي 1317 و1327.